# شاه صدر دین
شاه صَدرِ دین شهرکی در ایالت پنجاب پاکستان است که در شهرستان دیر غازی خان واقع شده‌است.

## خصوصیات
شاه صدر دین ۱۱۶ متر بالاتر از سطح دریا واقع شده‌است.